# Грейт-Веллі (Нью-Йорк)
Грейт-Веллі (англ. Great Valley) — місто (англ. town) в США, в окрузі Каттарогус штату Нью-Йорк. Населення — 1991 особа (2020).

## Демографія
Згідно з переписом 2010 року, у місті мешкали 1974 особи в 820 домогосподарствах у складі 548 родин. Було 1255 помешкань
Расовий склад населення:
| - 98,3 % — білих - 0,6 % — корінних американців - 0,2 % — азіатів - 0,1 % — чорних або афроамериканців |

До двох чи більше рас належало 0,8 %. Частка іспаномовних становила 1,0 % від усіх жителів.
За віковим діапазоном населення розподілялося таким чином: 22,7 % — особи молодші 18 років, 58,6 % — особи у віці 18—64 років, 18,7 % — особи у віці 65 років та старші. Медіана віку мешканця становила 46,6 року. На 100 осіб жіночої статі у місті припадало 97,6 чоловіків;  на 100 жінок у віці від 18 років та старших — 97,5 чоловіків також старших 18 років.
Середній дохід на одне домашнє господарство  становив 60 960 доларів США (медіана — 50 956), а середній дохід на одну сім'ю — 74 689 доларів (медіана — 67 109). Медіана доходів становила 48 510 доларів для чоловіків та 38 636 доларів для жінок. За межею бідності перебувало 9,7 % осіб, у тому числі 6,1 % дітей у віці до 18 років та 15,7 % осіб у віці 65 років та старших.
Цивільне працевлаштоване населення становило 942 особи. Основні галузі зайнятості: освіта, охорона здоров'я та соціальна допомога — 23,9 %, мистецтво, розваги та відпочинок — 21,0 %, будівництво — 11,8 %, роздрібна торгівля — 10,0 %.